# الکسی پژو
الکسی پژو (انگلیسی: Alexi Peuget؛ زادهٔ ۱۸ دسامبر ۱۹۹۰) بازیکن فوتبال اهل فرانسه است.
از باشگاه‌هایی که در آن بازی کرده‌است می‌توان به باشگاه فوتبال استراسبورگ و باشگاه فوتبال استاد رنس اشاره کرد.